# Congrés (metropolitana di Barcellona)
Congrés è una stazione della linea 5 della metropolitana di Barcellona situata sotto la calle Garcilaso nel distretto di Sant Andreu di Barcellona.
La stazione fu inaugurata nel 1959 come parte dell'allora Linea II con il nome spagnolo di Viviendas del Congreso, fino a quando nel 1970 con il prolungamento della Linea V, da Diagonal a Sagrera passò a essere una stazione della Linea V. Nel 1982 con la riorganizzazione delle linee divenne una stazione della nuova Linea 5 e assunse l'attuale denominazione catalana.